# سبوبة (فلم)
سبوبة فيلم مصري إنتاج عام 2012.

## القصة
تدور أحداث الفيلم في إطار مشوق عن جريمة سطو مسلح من مجموعة من المجرمين تنتهي بكارثة.

## طاقم التمثيل
- أحمد هارون
- راندا البحيري
- خالد حمزاوي
- نورا السباعي
- ضياء الميرغني
- رامي وحيد
- ياسر علي ماهر
- عيد أبو الحمد
- أيمن بشاي
- رودي العميري
- شريف سمير
- خالد كمال

## روابط خارجية
- مقالات تستعمل روابط فنية بلا صلة مع ويكي بيانات